# Tunnel de Peter Both
Le tunnel de Peter Both est un tunnel routier français à Cilaos, sur l'île de La Réunion. Situé à l'est de l'îlet de Peter Both, il permet le franchissement du Gros Morne de Gueule Rouge par la route de Cilaos. Il est l'un des ouvrages d'art singuliers de cette route de montagne avec le tunnel du Pavillon, le pont de la Boucle et le tunnel de Gueule Rouge, lequel franchit quant à lui le Gros Morne de Gueule Rouge au nord du sommet.